# Johann Zeman

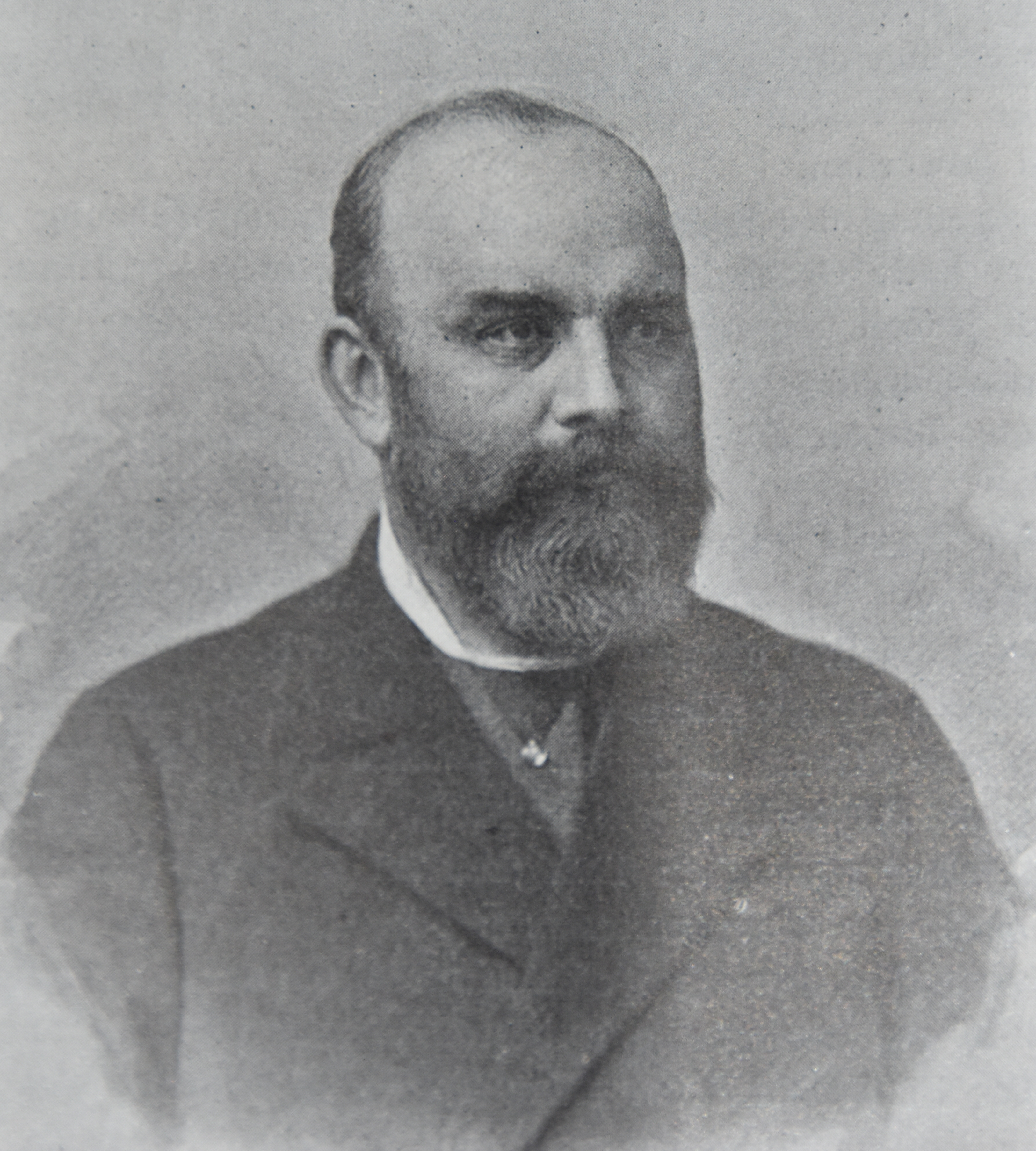
Johann Zeman

Johann Zeman (* 20. Mai 1844 in Josefstadt, Böhmen; † 30. Juli 1900 in Stuttgart-Degerloch) war ein österreichischer Ingenieur und Hochschullehrer.

## Leben
Johann Zeman war der Sohn eines österreichischen Militärangehörigen. Er wuchs in Mainz auf und besuchte dort von 1853 bis 1859 die Realschule. Im Anschluss studierte er bis 1864 am Polytechnischen Institut Wien. Erste berufliche Tätigkeiten führten ihn nach abgeschlossenem Studium als Hüttenchemiker nach Kladno und als Ingenieur beim Bahnbau nach Böhmisch Leipa. 1867 wurde er Assistent für mechanische Technologie an der Deutschen polytechnischen Hochschule zu Prag, wo er sich 1869 habilitierte. In dieser Zeit wurde er auch Mitarbeiter von Dingler's polytechnischem Journal. Die österreichische Regierung gewährte ihm Anfang 1872 ein Reisestipendium, woraufhin er Deutschland, Belgien, Holland, England, Frankreich und die Schweiz besuchen konnte. 1873 war er offizieller Berichterstatter des Prager Ausstellungskomitees für die Weltausstellung in Wien. Einen an Zeman im Jahr 1874 ergangenen Ruf an das Polytechnikum Zürich lehnte er ab und wurde Chefredakteur von Dingler's polytechnischem Journal. 1881 wurde er Professor für mechanische Technologie an der Technischen Hochschule in Stuttgart, behielt aber die Redaktionsleitung bis 1887 bei. Von 1890 bis 1899 arbeitete er parallel zu seiner Hochschultätigkeit für die Zeitschrift des Vereines deutscher Ingenieure. 1892 lehnte er einen Ruf an die Deutsche Technische Hochschule in Prag als Nachfolger Friedrich Kicks ab.
Johann Zeman war seit 1874 Mitglied des Vereins Deutscher Ingenieure (VDI). 1876 gehörte er zu den Gründungsmitgliedern des Bayerischen Bezirksvereins des VDI. Ab 1881 war er im Württembergischen Bezirksverein des VDI aktiv, dem er in den Jahren 1884 und 1885 sowie 1895 und 1896 vorsaß. Von 1881 bis 1883 gehörte Zeman dem Vorstand des Gesamtvereins an. Zeitweise vertrat er den Württembergischen Bezirksverein auch im VDI-Vorstandsrat. Politisch war er in der württembergischen Deutschen Partei aktiv.
Johann Zeman war verheiratet und Vater von drei Kindern. Er starb im Juli 1900 an einem Herzinfarkt, nachdem er bereits zwei Jahre zuvor einen Schlaganfall erlitten hatte.